# لباس زیر زنانه

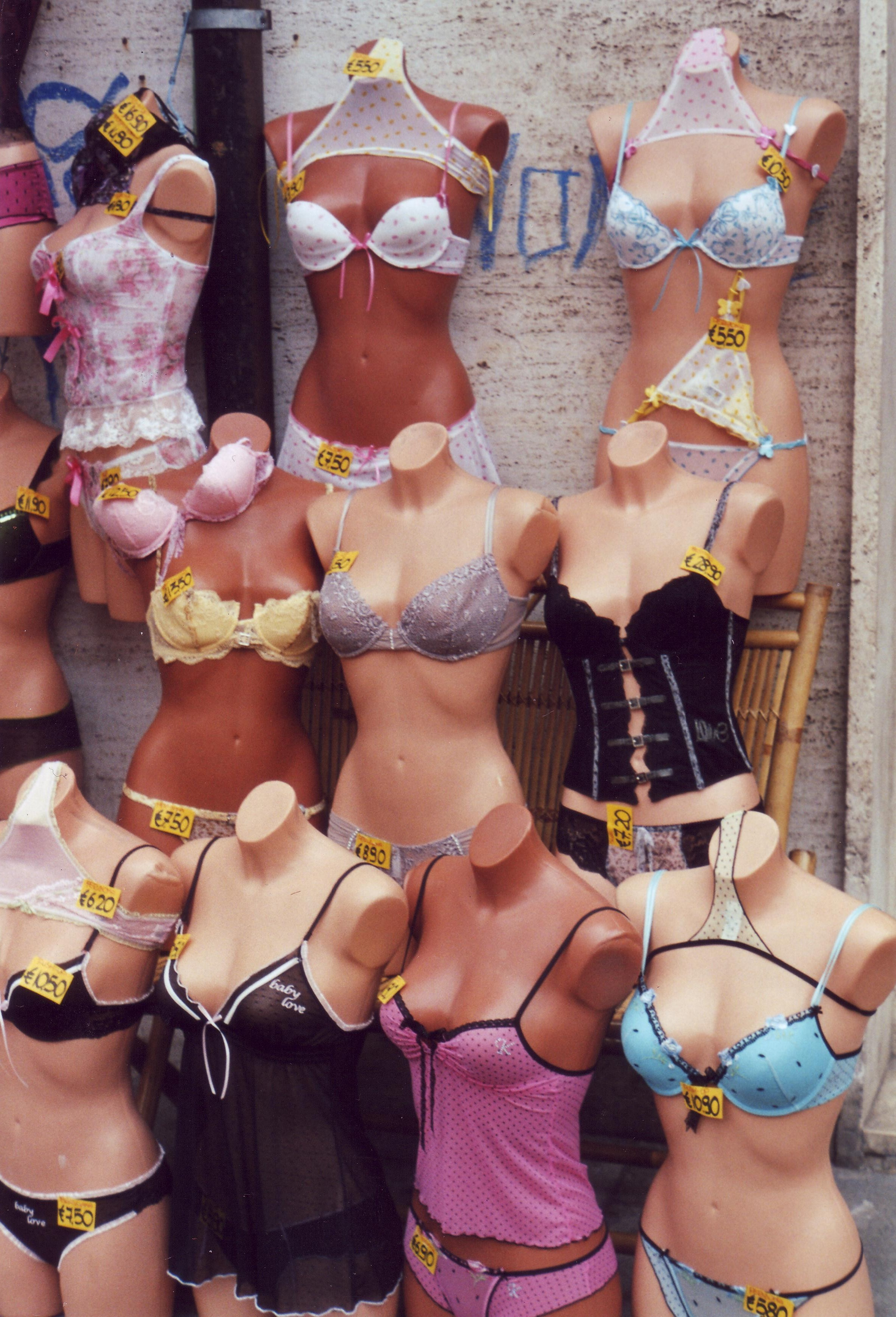
یک فروشگاه لباس زیر زنانه

لباس زیر زنانه یا لانژری (به انگلیسی: Lingerie) (فرانسوی: [lɛ̃ʒʁi] ()) نوعی از پوشاک‌های زنانه است که شامل زیرپوش (عمدتا سینه بند)، لباس خواب و روپوش‌های سبک می‌شود. گزینش این نام بیشتر به این دلیل است که این پوشاک جذاب، مد روز یا هر دو هستند. در یک نظرسنجی در سال ۲۰۱۵ در ایالات متحده، ۷۵ درصد از زنان و ۲۶ درصد از مردان اعلام کردند که در طول زندگی خود از «لانژری سکسی» استفاده کرده‌اند.
لباس‌های زیر زنانه از پارچه‌های سبک، کش‌دار، صاف، شفاف یا تزئینی مانند ابریشم، ساتن، لاکرا، چارموز، شیفون یا (به‌ویژه و به‌طور سنتی) توری ساخته می‌شوند. این پارچه‌ها را می‌توان از الیاف طبیعی مختلف مانند ابریشم، پنبه یا از الیاف مصنوعی مختلف مانند پلی‌استر یا نایلون تهیه کرد.
لباس زیر زنانه شامل مواردی چون شورت، سوتین، گن، زیر پوش و مواردی از این دست باشد که البته و صرف نظر از تنوع رنگ آن‌ها، همهٔ موارد یادشده انواع بسیار گوناگونی دارند.

## واژه‌شناسی

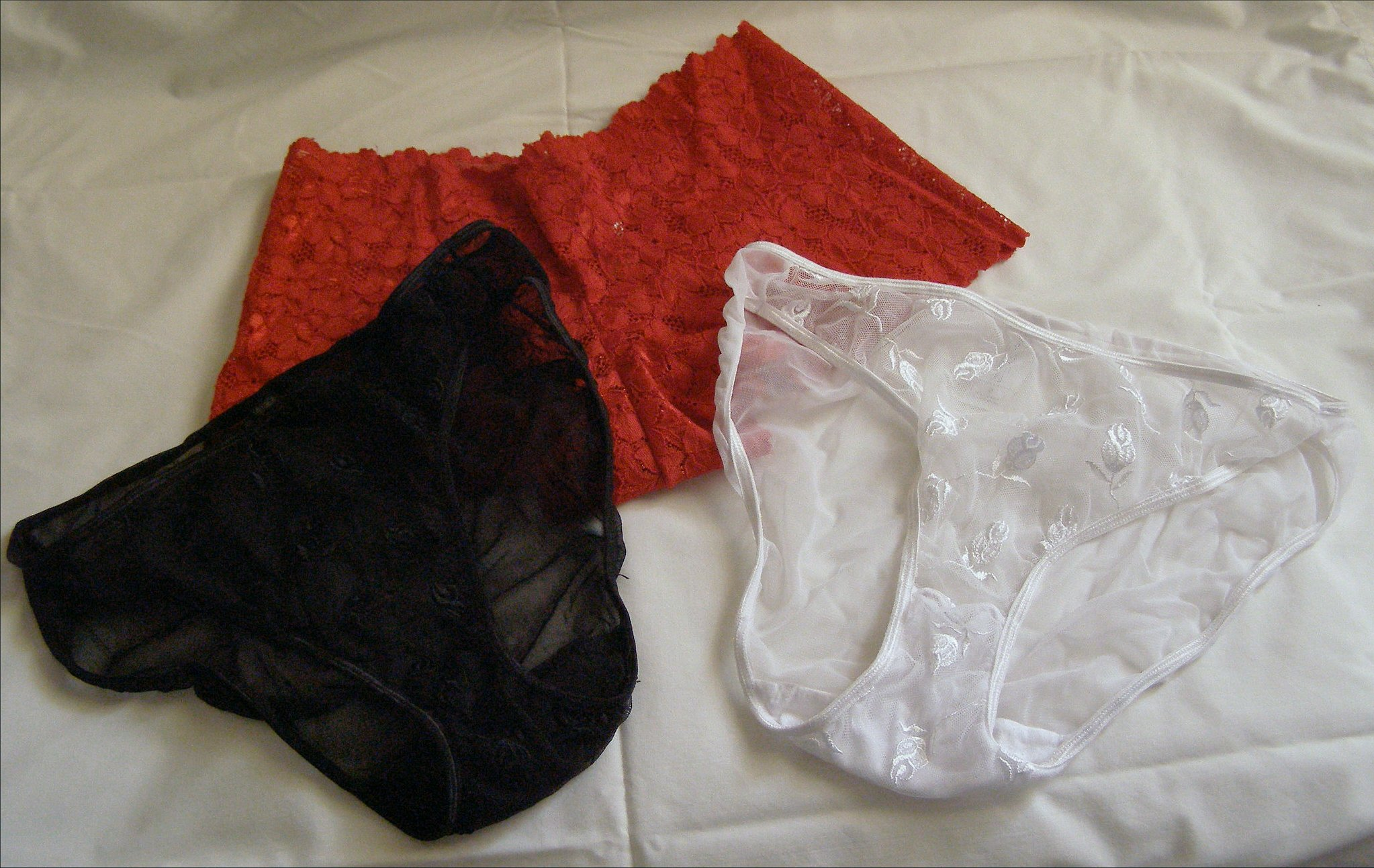
شورت زنانه

واژه لانژری مستقیم از زبان فرانسوی به معنی پوشاک زیر گرفته شده‌است و به‌طور ویژه برای اقلام سبک‌تر از لباس‌های زیر زنانه استفاده می‌شود. واژه فرانسوی در شکل اصلی خود از کلمه فرانسوی linge به معنای «کتانی» یا «لباس» گرفته شده‌است. استفاده غیررسمی نشان‌دهنده لباس‌های جذاب بصری یا حتی شهوانی است. اگرچه بیشتر لباس‌های زیر زنانه برای پوشیدن زنان طراحی شده‌اند، برخی از تولیدکنندگان اکنون لباس زیر زنانه را برای مردان نیز طراحی می‌کنند.

## پیشینه و ریشه‌ها

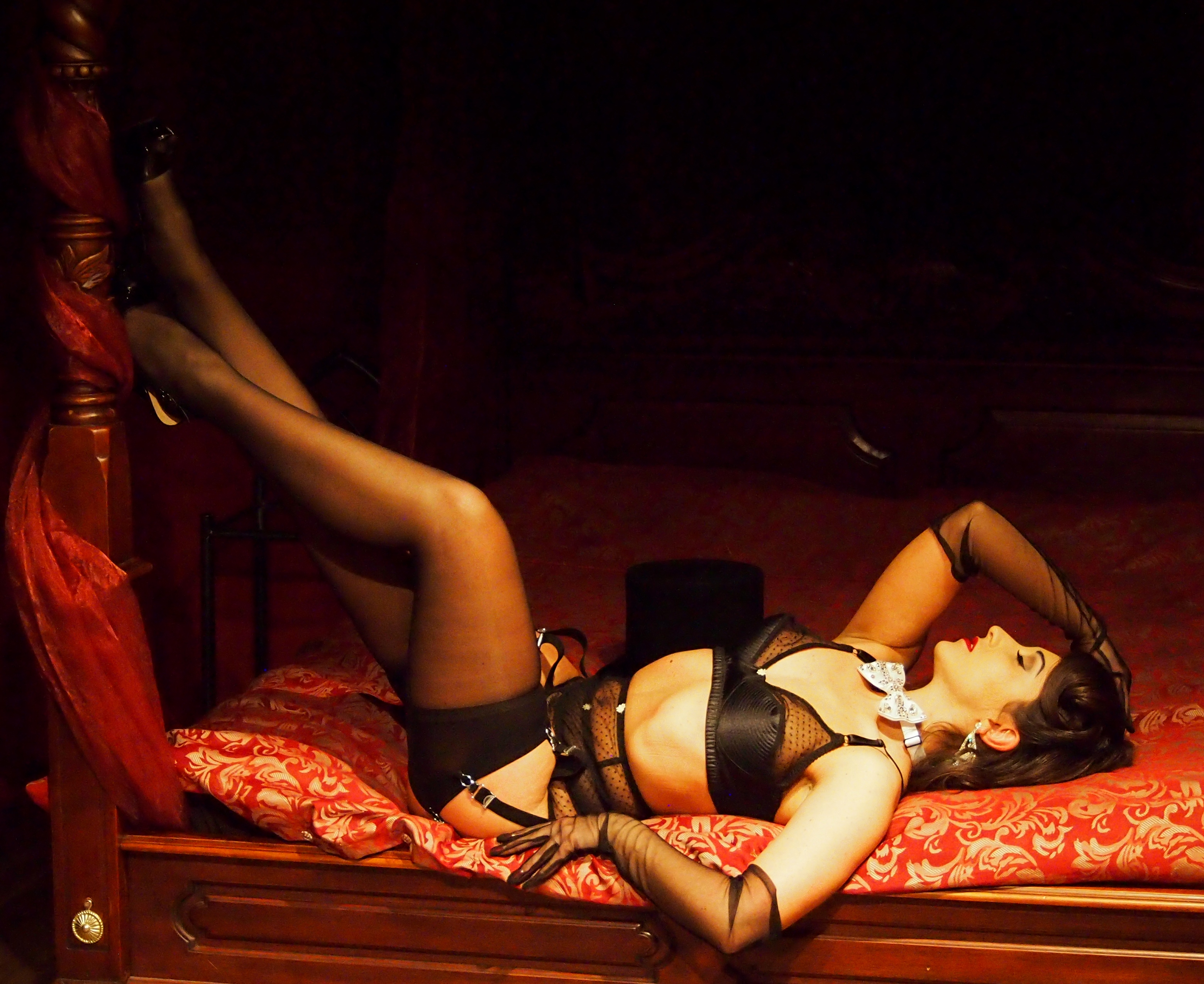
یک زن با ست کاملی از لباس زیر زنانه

مفهوم لباس زیر به عنوان یک لباس زیر بصری جذاب در اواخر قرن نوزدهم توسعه یافت. لیدی داف گوردون از لوسیل پیشگام در تولید لباس زیر زنانه بود که زنان را از کرست‌های محدودتر آزاد می‌کرد. در نیمه اول قرن بیستم، زنان به سه دلیل اصلی لباس زیر می‌پوشیدند: برای تغییر شکل ظاهری خود (اول با کرست و بعد با کمربند یا سینه بند)، به دلایل بهداشتی و به خاطر حیا. قبل از اختراع کرینولین، لباس زیر زنانه اغلب بسیار بزرگ و حجیم بود.
در اواخر قرن نوزدهم، کرست‌ها کوچک‌تر، حجیم‌تر و منقبض‌تر شدند و به تدریج جای سینه‌بند را گرفتند که برای اولین بار در قرن بیستم توسط کاریس کرازبی به ثبت رسید. هنگامی که جنگ جهانی اول آغاز شد، زنان خود را در نقش‌های کاری مردان یافتند و تقاضا برای لباس‌های زیر کاربردی تر را ایجاد کردند. تولیدکنندگان شروع به استفاده از پارچه‌های سبک‌تر و قابل تنفس کردند. در سال ۱۹۳۵، سینه‌بندها با فنجان‌های بالشتک‌دار برای صاف کردن سینه‌های کوچک به‌روز شدند و سه سال بعد سوتین‌های فنری معرفی شدند که سینه‌ای برآمده را ایجاد کردند. همچنین بازگشتی به کمر کوچکی که با کمربندها به دست می‌آمد بود. زن دهه ۱۹۴۰ لاغر بود، اما باسن و سینه‌های خمیده داشت نوک‌تیز و خوش فرم. در دهه ۱۹۶۰، سیلوئت زنانه همراه با آداب اجتماعی آزاد شد. ظاهر سینه‌های نوجوانی، باسن باریک و لاغری شدید بود. آندره کورژ اولین کسی بود که بیانیه مد را از فرهنگ جوانان ارائه کرد، زمانی که مجموعه او در سال ۱۹۶۵ چهره‌های آندروژن و تصویر یک زن مدرن راحت با بدن خود را ارائه داد.
با پیشرفت قرن بیستم، لباس‌های زیر کوچک‌تر و متناسب‌تر شدند. در دهه ۱۹۶۰، تولیدکنندگان لباس زیر زنانه شروع به جذاب کردن لباس زیر کردند. صنعت لباس زیر در قرن بیست‌ویکم با طرح‌هایی که به عنوان لباس بیرونی دوچندان شد، گسترش یافت. فرانسوی‌ها به آن «dessous-dessus» می‌گویند، یعنی چیزی شبیه به لباس داخلی به عنوان لباس بیرونی.

## در اقتصاد

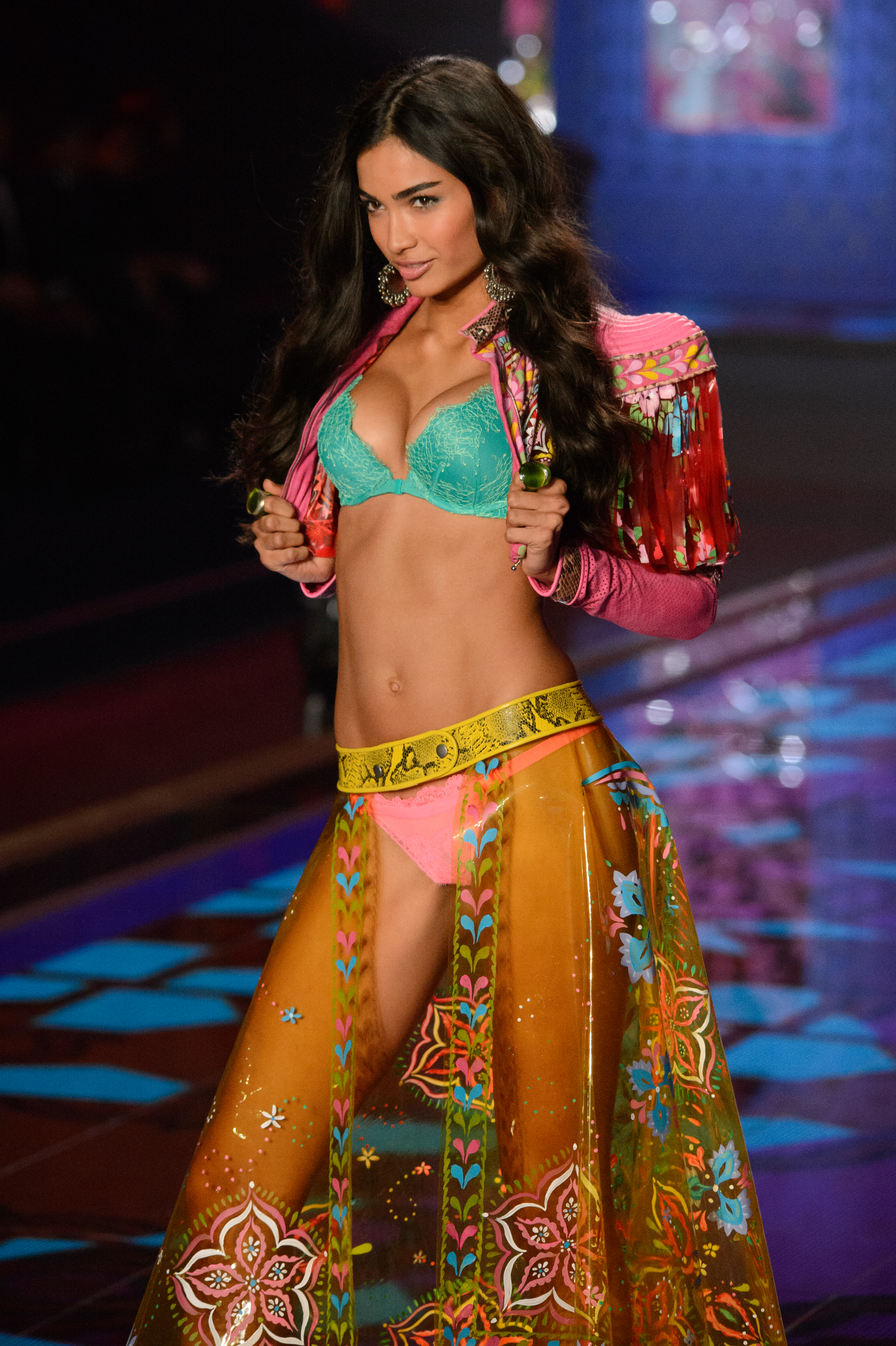
کلی گیل در فشن شو ویکتوریا سیکرت ۲۰۱۴

بازار جهانی لباس زیر زنانه در سال ۲۰۰۳ حدود ۲۹ میلیارد دلار تخمین زده شد، در حالی که در سال ۲۰۰۵، سوتین‌ها ۵۶ درصد از بازار لباس زیر را تشکیل می‌دادند و شورت‌ها ۲۹ درصد را تشکیل می‌دادند. بزرگ‌ترین خرده فروش لباس زیر در ایالات متحده، ویکتوریا سیکرت، تقریباً به‌طور انحصاری در آمریکای شمالی فعالیت می‌کند، اما بازار اروپا پراکنده‌است و ترایمف اینترنشنال و DB Apparel سهم غالب بازار هستند. همچنین خانه‌های لباس زیر زنانه فرانسوی، از جمله شنتل و Aubade، برجسته هستند.
در مارس ۲۰۲۰، گاردین روندی را برای لباس‌های زیر زنانه مردانه در کت واک و پیش‌بینی‌هایی دربارهٔ احتمال گسترش موفقیت‌آمیز آن به فروشگاه‌های مد خیابانی گزارش داد.

## در فمدوم و سلطه‌گری زنان
میسترس‌ها از پوشاک زیر زنانه استفاده می‌کنند تا مردان را راحت تر تحت کنترل بگیرند. با بهره‌گیری از گونه‌های خاص لباس زیر زنانه چون جوراب ساق‌بلند یا بادی‌های چرمی برخی از زنان تنها با پست یک عکس در وبگاه‌هایی درآمدی بالای ۱۰۰ دلار در ساعت داشته‌اند. برخی که سلطه‌گری مالی می‌کنند نیز هنگام پوشیدن این نوع پوشاک از مردان دنبال‌کننده خود در اینترنت می‌خواهند گاهی تا تمام درآمد خود را به آنان بدهند.
گزارشی در سی‌نت نشان می‌داد خرید برخی از پوشاک زیر زنانه تبدیل به روشی برای سلطه‌گری زنان بر مردان شده‌است.

## گونه‌ها

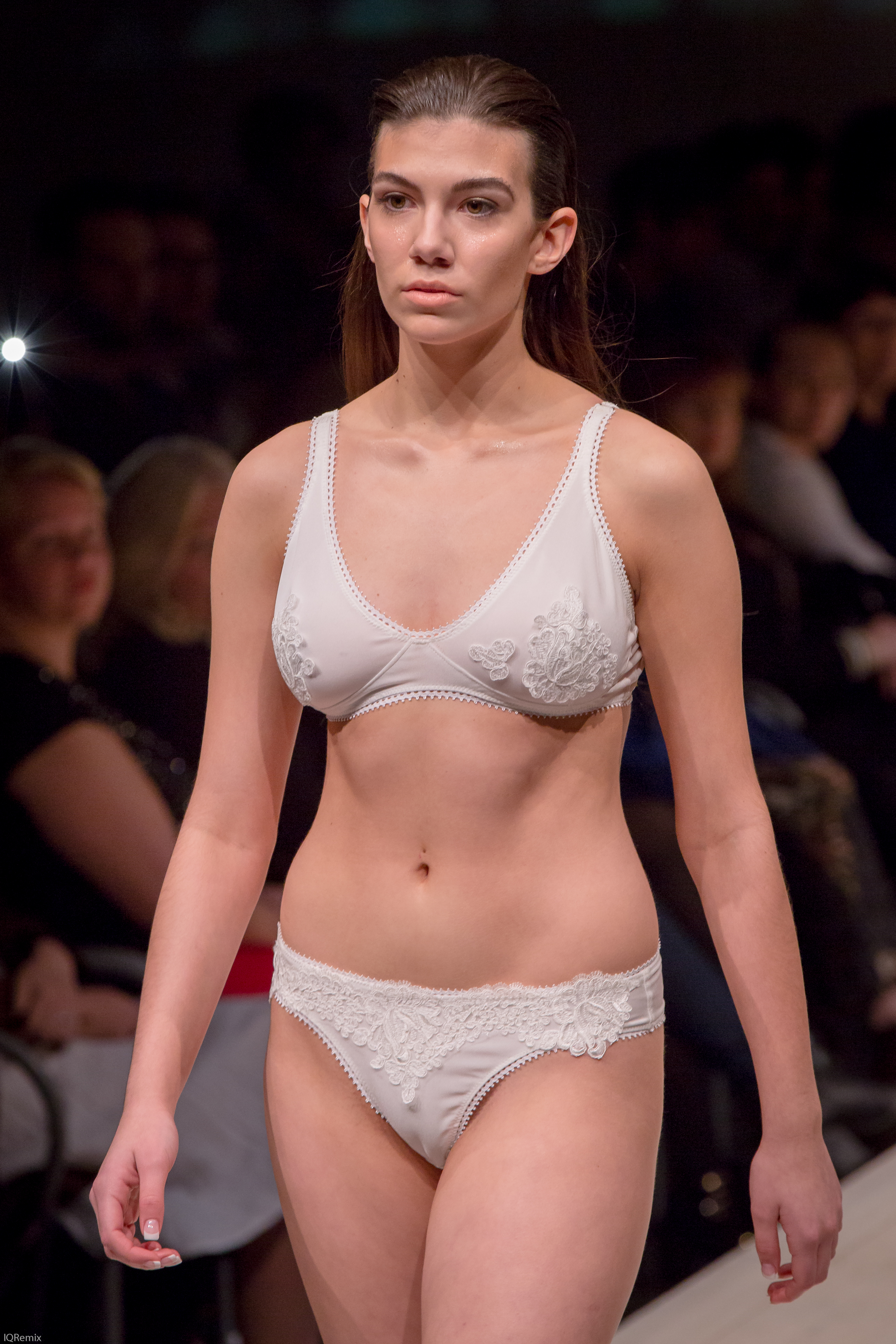
یک مدل که در یک نمایش مد لانژری پوشیده‌است

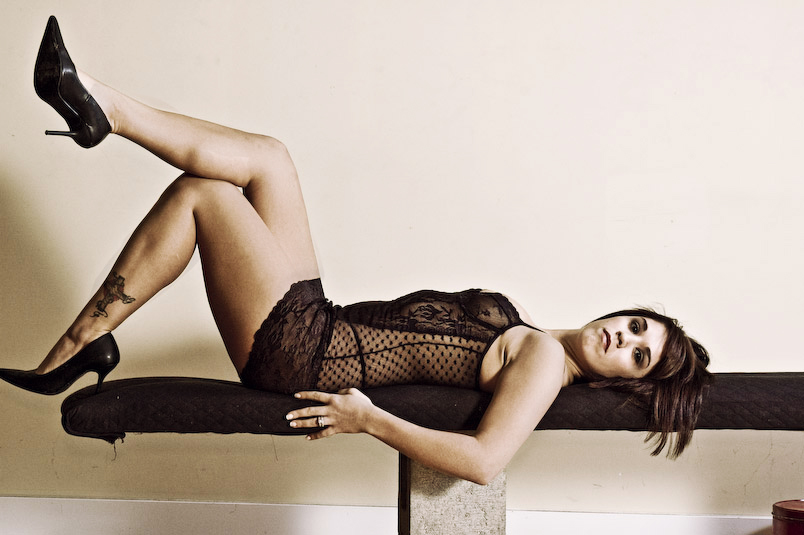
یک زن با پوشاک بدن‌نمای زنانه

- بیبی دال، یک لباس خواب کوتاه یا کتانی که به عنوان لباس شب برای زنان در نظر گرفته شده‌است. یک مدل کوتاه‌تر، اغلب با شلوار پوشیده می‌شود. عروسک‌های بیبی معمولاً گشاد با کمر امپراتوری و بندهای نازک هستند.
- باسک، نیم تنه یا کت تنگ و متناسب.
- بلومرز، لباس زیر گشاد که تا زیر یا بالای زانو امتداد دارد. بلومرها برای چندین دهه در نیمه اول قرن بیستم پوشیده شدند، اما امروزه به‌طور گسترده پوشیده نمی‌شوند.
- بادی استاکینگ، یونیتارد. جوراب‌های بادی ممکن است روی نیم تنه یا روی ران‌ها و شکم پوشیده شوند.
- نیم تنه، بدن را از گردن تا کمر می‌پوشاند. بدنه‌ها اغلب در قسمت جلویی کم برش و در پشت بلند هستند و اغلب با توری یا قلاب به هم متصل می‌شوند. همچنین ممکن است بدنه‌ها با فولاد یا استخوان تقویت شوند تا حمایت بیشتری از سینه ایجاد شود. لباسی مناسب برای بالا بردن سینه و فرم دادن به کمر.
- سینه بند که بیشتر به عنوان سوتین شناخته می‌شود، لباسی که برای بلند کردن و حمایت از سینه‌های زنان پوشیده می‌شود.
- زیرپوش زنانه، بدون آستین و پوشاننده قسمت بالای بدن. کفشک‌ها معمولاً از مواد سبک ساخته می‌شوند و دارای بند رشته‌ای نازکی هستند.
- کرست، نیم تنه‌ای که برای قالب و فرم دادن به تنه پوشیده می‌شود. این اثر معمولاً از طریق استخوان بندی، اعم از استخوان یا فولاد به دست می‌آید.
- کرسلت، یا بیوه شاد, سینه بند و کمربند ترکیبی. کرسلت نوعی لباس پایه در نظر گرفته می‌شود و کرسلت مدرن بیشتر به عنوان یک لغزنده شکل دهنده شناخته می‌شود.
- شورت بندی جی یا شورت بندی، نوعی شورت است که با یک تکه پارچه باریک که از بین باسن عبور می‌کند و به نواری در اطراف باسن وصل می‌شود مشخص می‌شود. یک بند جی یا بند شلواری ممکن است به عنوان کتانی بیکینی یا لباس زیر پوشیده شود.
- بند جوراب که برای بالا نگه داشتن جوراب ساق‌بلند استفاده می‌شود.
- گن، نوعی لباس پایه. از لحاظ تاریخی، کمربند از کمر تا بالای ران کشیده شده‌است، اگرچه سبک‌های مدرن بیشتر شبیه یک جفت شورت ورزشی تنگ است.
- جوراب بافی، لباس‌های کش‌دار که پاها و ساق‌ها را می‌پوشاند.
- نگلیژ، لباس مجلسی. این معمولاً طول زمین است، اگرچه می‌تواند تا زانو نیز باشد.
- لباس خواب، یا لباس شب، یک لباس شب آویزان آزاد، ممکن است از قد باسن (عروسک بچه) تا قد روی زمین (پینوآر) متفاوت باشد. پیراهنی برای پوشیدن در هنگام خواب. معمولاً بلندتر و گشادتر از تی‌شرت معمولی است و معمولاً از مواد نرم‌تری ساخته می‌شود.
- شورت، اصطلاحی عمومی برای پوشاندن لباس زیری که اندام تناسلی و گاهی باسن را می‌پوشاند که در اشکال، پارچه‌ها و رنگ‌های مختلف وجود دارد و درجات مختلفی از پوشش را ارائه می‌دهد.
- کت، زیر دامن. پتیکوت‌ها در طول قرن‌های ۱۶ تا ۲۰ برجسته بودند. امروزه، کت‌های کتانی معمولاً برای پرکردن دامن‌ها در خرده فرهنگ‌های گوتیک و لولیتا پوشیده می‌شوند.
- پتی‌پانت‌ها، نوعی شکوفه‌دار با روفله‌هایی شبیه کت‌پوش. پتی‌پانت‌ها معمولاً توسط رقصندگان مربع و افرادی که در بازسازی تاریخی شرکت می‌کنند می‌پوشند.
- تانگا، نوعی شورت با پوشش کامل پشت و جلو، اما کناره‌های رشته‌ای که معمولاً ضخیم‌تر از لباس‌های بیکینی رشته‌ای است.
- شلوار شیری، نوعی شلوار کوتاه که معمولاً از توری، ابریشم یا ساتن ساخته می‌شود.
- تدی، لباس زیری که شبیه یک لباس شنای یک تکه است، زیرا معمولاً بدون آستین و گاهی حتی بدون بند است.
- لباس زیر، لباسی که زیر لباس می‌پوشد. همچنین به عنوان «لباس زیر» شناخته می‌شود.
- بوت زنانه گاهی همراه با پوشاک خواب دیگر پوشیده می‌شود.[نیازمند منبع]
- جوراب‌شلواری‌ها (همانند ساپورت و …)
- جوراب ساق‌بلند
- بادی زنانه
- کت‌سووت
- دامن زیر
- گونه‌هایی دیگر از لباس زیر[۱۲]